# Slavonín
Slavonín (Duits: Schnobolin) is tegenwoordig een wijk en kadastrale gemeente in Olomouc. In de wijk wonen meer dan 2.000 mensen. In de wijk bevindt zich een waterpark Aquapark Olomouc.

## Geschiedenis
- 1141 – De eerste schriftelijke vermelding van Slavonín.
- 1758 – Tijdens het Beleg van Olomouc maakte de Pruisische koning Frederik II de Grote van de plaatselijke barokke parochie zijn tijdelijke residentie.
- 1850 – Slavonín krijgt de status van gemeente.
- 1950 – Kyselov wordt bij de gemeente Slavonín gevoegd.
- 1974 – De gemeente Slavonín wordt bij Olomouc gevoegd.

## Aanliggende (kadastrale) gemeenten
| Aanliggende (kadastrale) gemeenten1 | Aanliggende (kadastrale) gemeenten1 | Aanliggende (kadastrale) gemeenten1 | Aanliggende (kadastrale) gemeenten1 | Aanliggende (kadastrale) gemeenten1 |
| ----------------------------------- | ----------------------------------- | ----------------------------------- | ----------------------------------- | ----------------------------------- |
|                                     |                                     | Nová Ulice                          |                                     | Povel                               |
|                                     |                                     |                                     |                                     |                                     |
| Hněvotín                            | Nové Sady                           |                                     |                                     |                                     |
|                                     |                                     |                                     |                                     |                                     |
| Nedvězí                             |                                     | Nemilany                            |                                     |                                     |

1 Cursief geschreven namen zijn andere kadastrale gemeenten binnen Olomouc.
Bělidla ·
Černovír ·
Droždín ·
Chomoutov ·
Chválkovice ·
Hejčín ·
Hodolany ·
Holice ·
Klášterní Hradisko ·
Lazce ·
Lošov ·
Nedvězí ·
Nemilany ·
Neředín ·
Nová Ulice ·
Nové Sady ·
Nový Svět ·
Olomouc-město ·
Pavlovičky ·
Povel ·
Radíkov ·
Řepčín ·
Slavonín ·
Svatý Kopeček ·
Topolany ·
Týneček